# Frederick Theophilus Williams
Frederick Theophilus Williams, OBE (* 10. November 1906 in Saint Paul’s, St. Kitts; † 8. Februar 1977) war ein Politiker der St Kitts and Nevis Labour Party aus St. Kitts und Nevis, der unter anderem zwischen 1956 und 1971 verschiedene Ministerposten bekleidete.

## Leben
Frederick Theophilus Williams, Sohn des Arbeiters Edmund Williams und dessen Ehefrau Phoebe Ann Williams, zog mit seinen Eltern als Kind in die Hauptstadt Basseterre und absolvierte dort eine Berufsausbildung zum Zimmerer absolvierte. Er arbeitete später für einige Jahre in Aruba und engagierte sich nach seiner Rückkehr in den 1930er Jahren für die Verbesserung der Bedingungen für Arbeiter in St. Kitts. Dabei trat er der Interessenvertretung Workers’ League bei und wurde Mitglied des Vorstands sowie später deren Präsident. Als solcher war er einer der maßgeblichen Persönlichkeiten, die neue Gesetze bei der Bildung von Gewerkschaften, zum Wahlrecht und Arbeitslöhne forderten. Nachdem die Workers’ League 1940 die Gewerkschaft St. Kitts-Nevis Trades and Labour Union gegründet hatte, war er für mehrere Jahre deren Schatzmeister sowie zugleich Vorsitzender der Sektion für Handwerker und Arbeiter.
1952 wurde Williams für die St Kitts and Nevis Labour Party erstmals Mitglied der Legislativversammlung und gehörte dieser bis 1971 an. Mit der Einführung eines Ministerialsystems wurde er 1956 Sozialminister von St. Kitts und Nevis, das vom 3. Januar 1958 bis zum 31. Mai 1962 der Westindischen Föderation angehörte. Später wurde er Minister für öffentliche Arbeiten in der Regierung von Paul Southwell, der am 1. Januar 1960 Chief Minister wurde. In der Regierung von dessen Nachfolger Robert Bradshaw wurde er im Juli 1966 Minister für Kommunikation und öffentliche Arbeiten. Er übernahm dieses Amt auch nachdem Bradshaw nach der Gründung des Assoziierten Staates St. Kitts und Navis und Anguilla am 27. Februar 1967 Premier wurde und behielt dieses bis 1971. Zugleich fungierte er als Vorstandsvorsitzender der Zentralen Wohnungsbehörde (Central Housing Authority) sowie als Direktor der Nationalbank. Für seine langjährigen Verdienste wurde ihm am 1. Januar 1975 das Offizierskreuz des Order of the British Empire (OBE) verliehen.
Aus seiner Ehe mit Agnes Williams gingen drei Töchter und zwei Söhne hervor. Ihm zu Ehren wurde der F. T. Williams Highway benannt.